# Nåd (titel)
Nåd, eller nåde, är en titel som historiskt har använts för att tilltala kungliga och adliga personer. Under medeltiden tilltalades höga kyrkliga ämbetsmän "Ers Nåde" eftersom de skrev sig "av Guds nåde" (latin: Dei Gratia). T.ex. "biskop av Guds nåde". När även kungar och furstar började skriva sig så överfördes tilltalet på dem. Kungen av Skottland använde titeln till 1707.
I Sverige blev "nådigt" synonymt med "kungligt". Erik XIV ersatte "nåde" som kungligt tilltal med "majestät". Nåd-tilltalet kom att användas om adliga personer vilket under frihetstiden blev mycket utbrett. Titeln används både i skriftligt och muntligt tilltal, oftast i de nedan angivna variationerna.
- Hans Nåd
- Hennes Nåd
- Ers Nåd